# Пасулько Віктор Васильович
Віктор Васильович Пасулько (нар. 1 січня 1961) — український радянський футболіст, півзахисник. Майстер спорту СРСР міжнародного класу (1988). Дворазовий чемпіон СРСР. Фіналіст, срібний призер чемпіонату Європи-88.

## Біографія
Народився 1 січня 1961 року в селищі Ільниця Закарпатської області.
Почав займатися футболом у ДЮСШ села Іршава (нині — місто). 1-й тренер — Іштван Льордевич Шандор. Грав за українські команди в нижчих лігах: 1978–1979 року — Говерла (Ужгород), 1980 — Спартак (Івано-Франківськ), 1980–1981 — СКА Львів, 1981 — Говерла (Ужгород), 1982 — клуб Буковина (Чернівці).
У 1982 році перейшов до одеського «Чорноморця», де головним тренером став Віктор Прокопенко. Дебют у вищій лізі припав на матч зі «Спартаком» у Лужниках. За одеситів відіграв 5 сезонів, після чого через конфлікт всередині команди змушений був змінити клуб.
У 1986 році був запрошений К. Бєсковим у московський «Спартак». Сам Пасулько розповів, що якби не трапилася чорнобильська трагедія, то він перейшов би до «Динамо» (Київ). У «Спартаку» йому довелося поміняти стиль гри — замість гравця, на якого грала вся команда, він стає «чорноробом»-футболістом і прихильником колективної гри в пас. Двічі, у 1987 і 1989 роках, здобував золоті медалі чемпіонату СРСР.
У 1990 році переїхав до Німеччини, підписав контракт з клубом 2-ї бундесліги «Фортуна» (Кельн) на 3 роки. Пасулько розраховував, що зуміє перебратися в 1-у бундеслігу. На початку 1993 року почав грати за клуб 2-ї бундесліги «Айнтрахт» (Брауншвейг), однак разом з командою вилетів у регіональну лігу. У «Айнтрахті» провів кілька сезонів, так і не зумівши вийти назад у 2-у бундеслігу.
У 1996–2000 грав за напівлюбительські колективи, виступаючи в ролі граючого тренера. Закінчивши тренерську школу в Кельні, керував командами з оберліги (4-й дивізіон).
У 2002 році Пасульку надійшла пропозиція від футбольної федерації Молдови очолити збірну країни. Пасулько пропрацював на цій посаді три роки. Пішовши з посади головного тренера молдавської збірної, відправився в Азербайджан тренувати нещодавно створений клуб «Хазар» з Ленкорані. Через нетривалий час звільнився. Мешкав у Німеччині.
У липні 2008 року очолив узбецький клуб «Шуртан» (Гузор).

## Збірна СРСР
За збірну СРСР зіграв 8 матчів, усі протягом 1988 року, забив 1 гол. Брав участь безпосередньо у фіналі чемпіонату Європи 1988 року в матчі з командою Голландії, але, оскільки на турнірі провів лише 2 матчі з 5, не був удостоєний звання заслуженого майстра спорту. Після європейської першості в збірну більше не запрошувався. При цьому, як зізнавався Пасулько, більшу частину турніру він провів з травмою — розтягуванням зв'язок коліна.

## Досягнення
- Віце-чемпіон Європи: 1988
- Чемпіон СРСР — 1987, 1989.